# Dracaena purpurea
Dracaena purpurea là một loài thực vật có hoa trong họ Măng tây. Loài này được (Ridl.) Jankalski mô tả khoa học đầu tiên năm 2008.